# Franz Pforr
Franz Pforr (Francoforte sul Meno, 5 aprile 1788 – Albano Laziale, 16 giugno 1812) è stato un pittore tedesco.
Malgrado la sua breve vita artistica, Franz Pforr ha dipinto alcuni quadri e ha prodotto un centinaio di disegni. Egli resta, comunque, uno dei più importanti artisti del romanticismo tedesco.

## Biografia
Era figlio di Johan Georg Pforr, pittore, specialista nel disegno dei cavalli, e di Johanna Christiane Tischbein. A 12 anni perse entrambi i genitori e solo un anno dopo anche il suo unico fratello. Toccò allora al suo zio materno Johan Heinrich Tischbein, un gallerista, prenderlo con sé e fargli da padre. Nel 1801, a Kassel, lo incoraggiò a proseguire i suoi studi d'arte e a tentare di essere ammesso all'Accademia di Vienna. Franz vi riuscì, presumibilmente nel 1805, e divenne allievo di Heinrich Füger, pittore assai noto di impostazione rigidamente neoclassica, assai vicino alla scuola di Jacques-Louis David.
Pforr e alcuni suoi amici (fra cui Friedrich Overbeck, Ludwig Vogel e Johan Konrad Hottinger), scontenti come lui di un insegnamento troppo marcatamente segnato dall'accademismo del loro Maestro, cercarono una nuova forma di espressione e decisero di prendere a modello i primitivi italiani antecedenti a Raffaello. È implicito un loro accostamento ideale ai Preraffaelliti. Fondarono inoltre, nel 1809, la Confraternita di San Luca.
Ma una palese contraddittorietà artistica e una serie di relazioni conflittuali con l'Accademia portarono ad una loro espulsione dall'Istituto. Essi allora lasciarono  Vienna e partirono per Roma, dove si stabilirono nel 1810 in un antico convento francescano ormai dismesso, dove vissero in comunità. Fondarono quindi il movimento dei "Nazareni", che fu poi riconosciuto come un'importante corrente della pittura romantica tedesca della prima metà del 1800.

Franz Pforr, minato dalla tubercolosi, morì durante un breve soggiorno ai Castelli Romani, all'età di 24 anni.

## Opere
- Autoritratto, Städelsches Kunstinstitut di Francoforte
- Ingresso dell'imperatore Rodolfo d'Asburgo a Basilea, Städelsches Kunstinstitut di Francoforte
- Il conte d' Asburgo e il prete, Städelsches Kunstinstitut di Francoforte
- San Giorgio e il drago, Städelsches Kunstinstitut di Francoforte [1]
- Sulamith e Maria, Museo Georg Schäfer di Schweinfurt [2]

## Galleria d'immagini

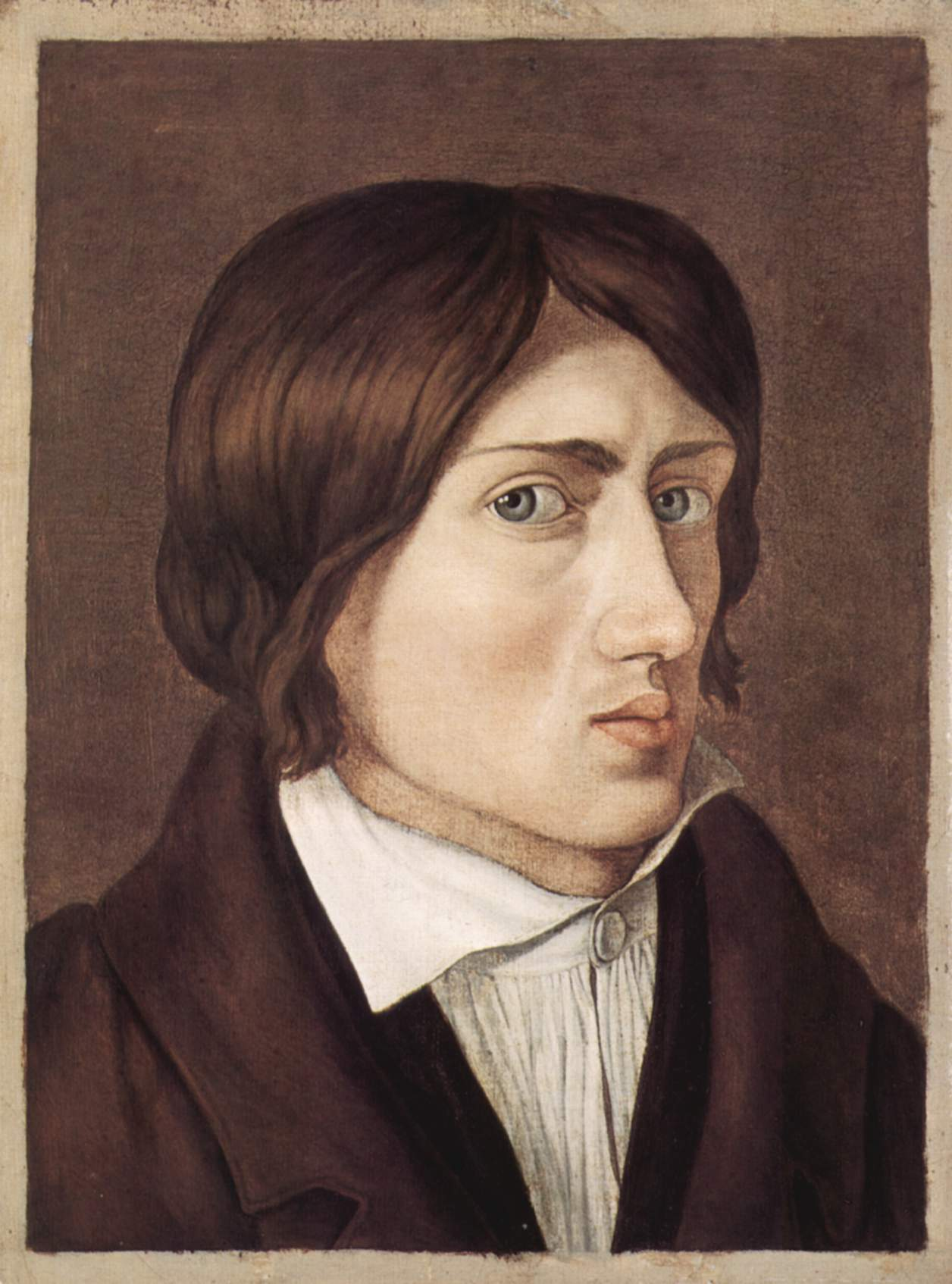
Autoritratto, 1810
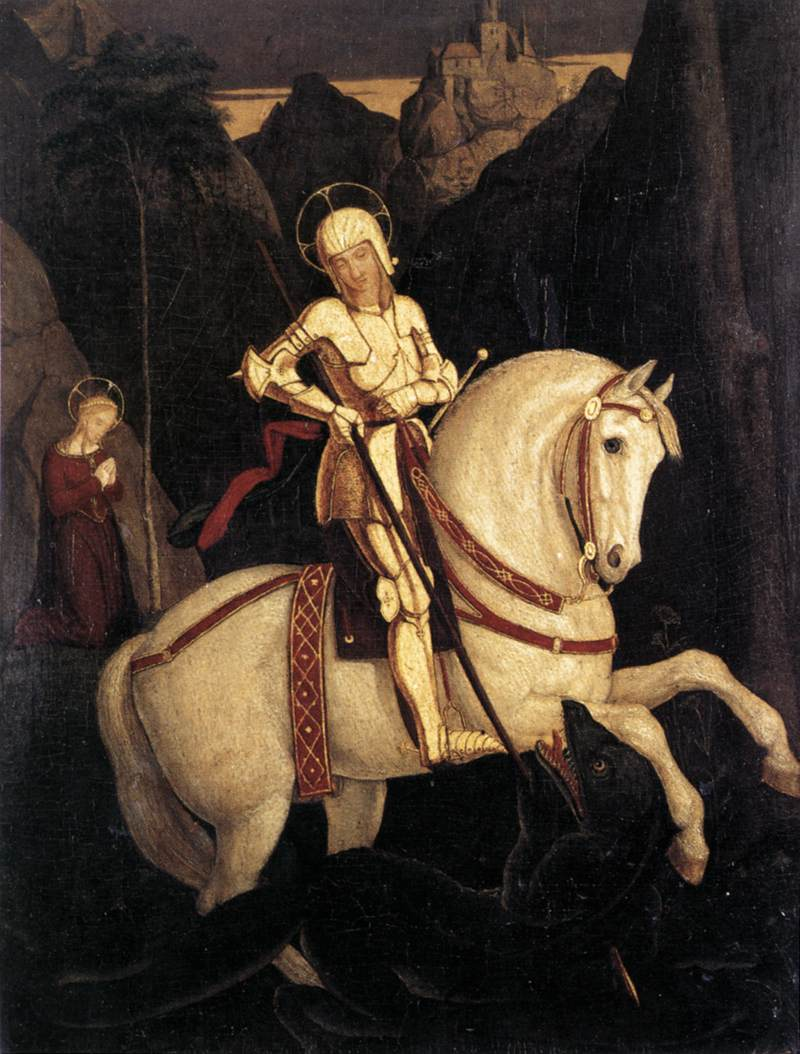
S. Giorgio e il drago
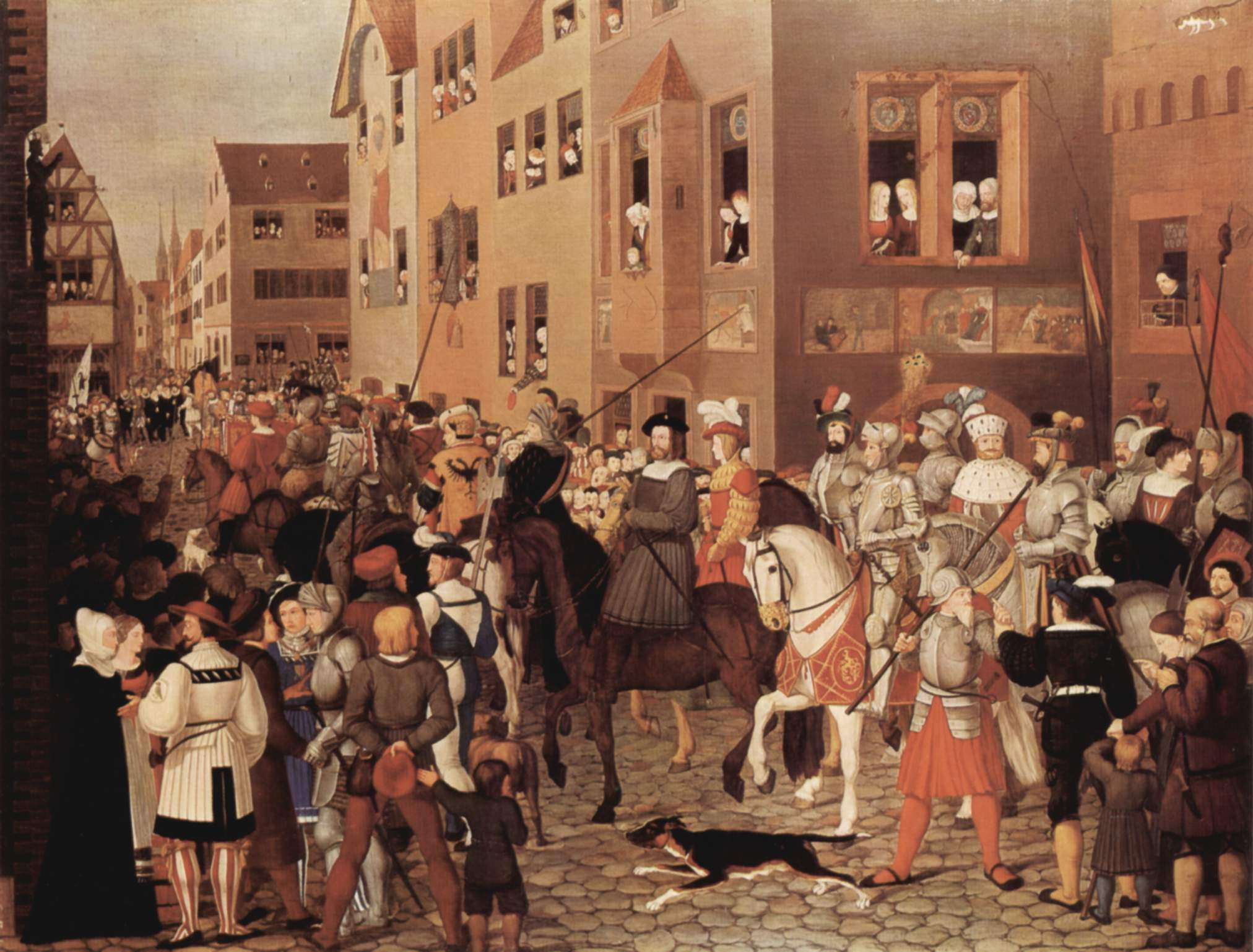
Ingresso di Rudolf Habsbourg a Basilea
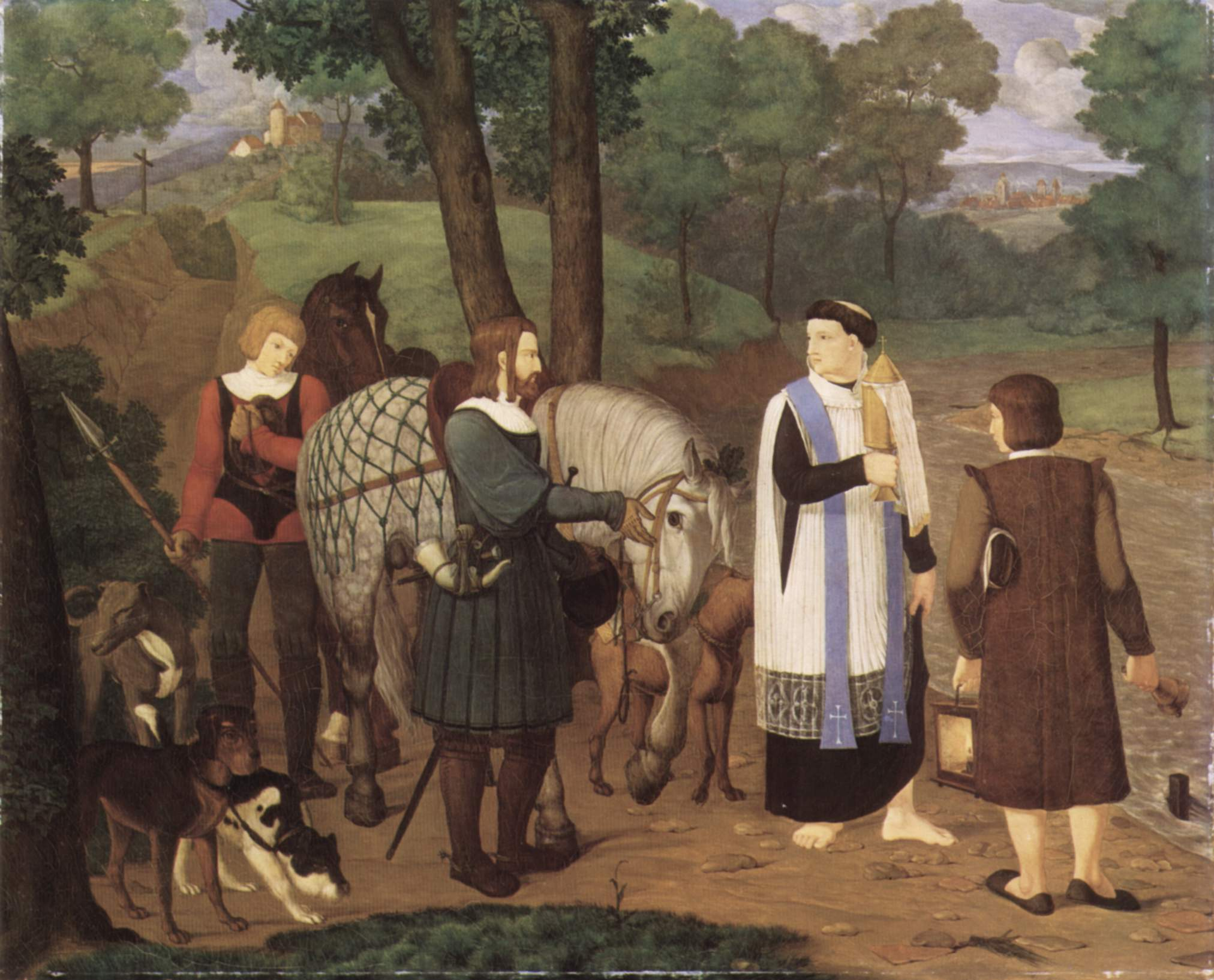
Il conte di Habsbourg e il prete
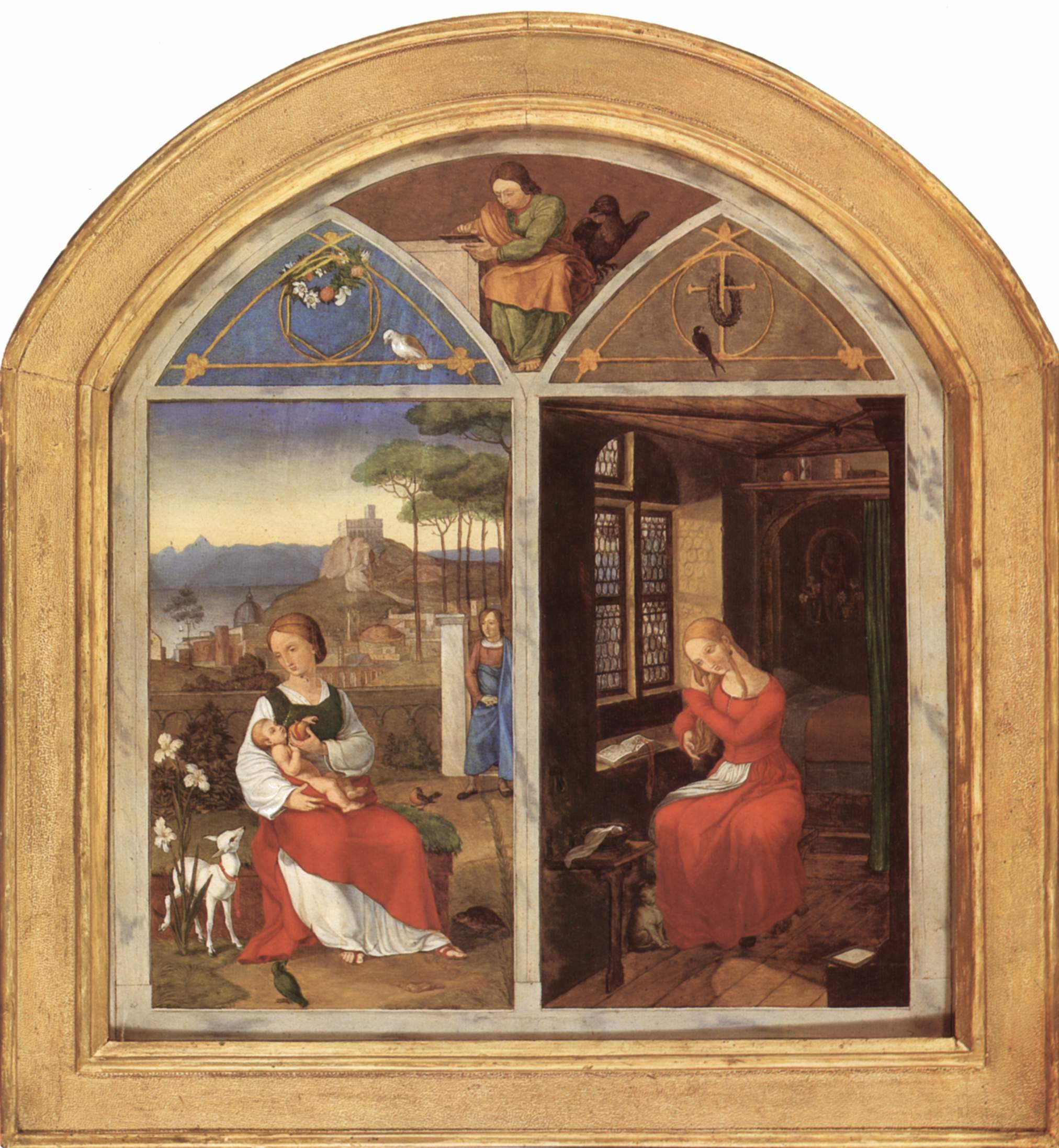
Sulamith e Maria